# Paolo Guerciotti
Paolo Guerciotti (Milaan, 19 september 1949) is een Italiaans voormalig wielrenner en cyclocross-kampioen. Hij deed onder meer mee aan het wereldkampioenschap van 1979 in Saccolongo. Hij is naamgever van de Italiaanse fietsenbouwer Guerciotti, een bedrijf dat hij samen met zijn zoon Allessandro leidt.

## Biografie
Het begon allemaal in 1964 toen Italo, zijn oudere broer en gevierd cyclo-crosser, besloot om samen met Paolo een kleine fietsenzaak te openen. Al gauw was de winkel te klein gezien het bezoek van steeds meer klanten en ze verhuisden naar een groter pand.
Het jaar 1975 was erg succesvol voor de onderneming Guerciotti; naast een grote verbetering in de constructie van het frame dat vooral door Paolo werd gestimuleerd, was er commercieel succes door de export naar met name de VS. Hierna volgden nog vele sportieve successen. Zo reed vijfvoudig wereldkampioen veldrijden Roland Liboton op en voor Guerciotti.
Guerciotti frames worden vandaag de dag nog steeds handmatig in Italië geproduceerd onder supervisie van Paolo en zijn zoon Alessandro. Op 23 juni 2000 verhuisde Guerciotti naar een moderne productie faciliteit zodat men zich kon toeleggen op het ontwerpen, testen en bouwen van exclusieve frames.
Tot en met het seizoen 2010 was Guerciotti leverancier van het profteam Diquigiovanni-Androni Giocattoli. Deze formatie won in 2009 drie ritten in de Ronde van Italië, met Michele Scarponi en Leonardo Bertagnolli. Vanaf seizoen 2011 heeft Guerciotti samen met het onderdelenmerk Miche een eigen Italiaanse continentale wielerploeg Miche-Guerciotti genaamd. De bekendste renners daarin zijn Stefan Schumacher en Davide Rebellin.